# اقتصاد روبنسون كروزو
اقتصاد روبنسون كروزو هو إطار عمل بسيط لدراسة مسائل أساسية في علم الاقتصاد. يفترض هذا الإطار وجود مستهلك واحد ومنتج واحد وسلعتين. العنوان «روبنسون كروزو» يعود إلى الرواية التي تحمل نفس الاسم والتي ألفها دانييل ديفو في 1719.
يعد اقتصاد روبنسون كروزو تجربة فكرية، وجد الكثير من اقتصاديي التجارة الدولية هذه القصة البسيطة والمثالية ذات أهمية نتيجة لما تتيحه من تبسيط لتعقيدات العالم الحقيقي. الافتراض الضمني هو أن دراسة اقتصاد العميل الواحد ستقدم تبصرات مفيدة إلى كيفية عمل اقتصاد العالم الحقيقي ذي العملاء الاقتصاديين الكثر. تصف هذه المقالة دراسة كل من سلوك المستهلك وسلوك المنتج والتوازن بصفتها جزء من الاقتصاد الجزئي. في حقول أخرى لعلم الاقتصاد، يستخدم إطار عمل اقتصاد كروزو للشيء نفسه. على سبيل المثال، في المالية العامة، يستخدم اقتصاد روبنسون كروزو لدراسة الأنواع المتعددة من السلع العامة وأبعادًا محددة للمنفعة الجمعية. وفي اقتصاد النمو، يستخدم اقتصاد كروزو أيضًا لبناء نماذج نمو للبلدان النامية وتحت النامية بهدف الدخول في مسار نمو مستقر باستخدام تقنيات الادخار والاستثمار.

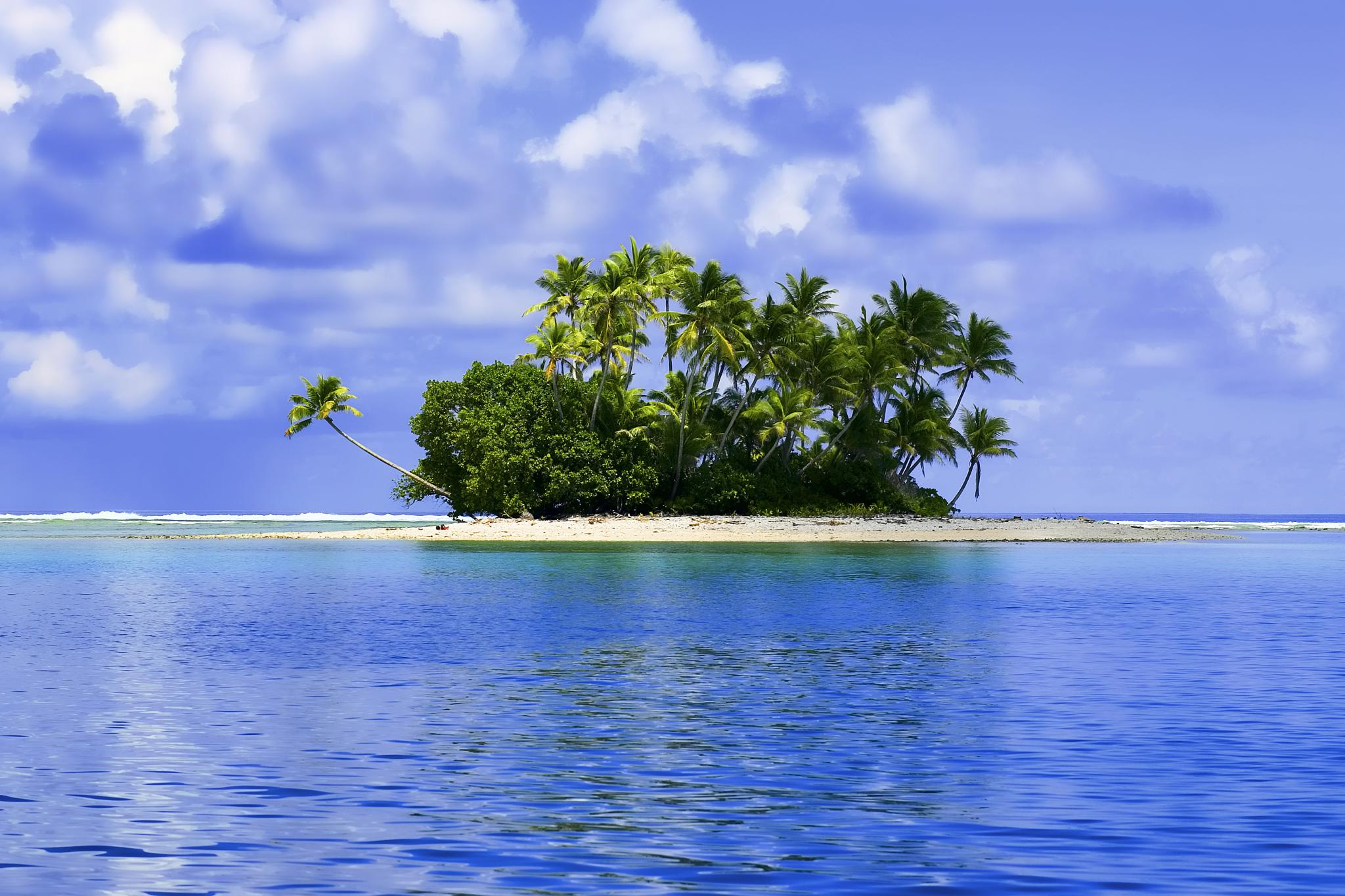
الافتراضات الأساسية لاقتصاد روبنسون كروزو هي:
- الجزيرة مقطوعة عن باقي العالم (وعليه التجارة غير ممكنة).
- هناك عميل اقتصادي واحد (كروزو ذاته).
- كل السلع على الجزيرة يجب أن تنتج وتوجد عبر الموارد الموجودة أصلًا.

في اقتصاد روبنسون كروزو هناك شخص واحد، روبنسون كروزو بذاته. وهو يتصرف كمنتج يعمل على تعظيم أرباحه، بالإضافة إلى كونه مستهلكًا يعظم استفادته. وتُقدم احتمالية التجارة في هذا الإطار بإضافة شخص آخر إلى الاقتصاد. هذا الشخص هو صديق كروزو، مان فاراداي. مع أنه في الرواية يلعب دور خادم كروزو، إلا إنه في إطار العمل الاقتصادي هذا يعد شخصًا آخر له إمكانيات اتخاذ قرارات مكافئة لما لدى كروزو. بالإضافة إلى ذلك، يمكن تحليل شروط أمثلية باريتو باستحضار مفهوم صندوق إدجورث.
الافتراضات الأساسية لاقتصاد روبنسون كروزو هي:
1. الجزيرة مقطوعة عن باقي العالم (وعليه التجارة غير ممكنة).
2. هناك عميل اقتصادي واحد (كروزو ذاته).
3. كل السلع على الجزيرة يجب أن تنتج وتوجد عبر الموارد الموجودة أصلًا.

## إطار العمل
يُفترض أن روبنسون كروزو قد تحطمت سفينته وأصبح في جزيرة مهجورة. وبالتشابه مع الخيارات المطروحة أمام أصحاب الأعمال، لدى كروزو نشاطين فقط ليقوم بهما، إما أن يكتسب دخلًا أو يقضي وقته في فراغ.
النشاط الذي يقوم به ليكسب دخلًا هو جمع جوز الهند. وبطبيعة الحال، كلما قضى وقتًا أكثر في فراغ، كلما كان لديه طعام أقل ليأكله، وبالعكس، إذا قضى وقتًا أطول في جمع جوز الهند، سيكون لديه وقت فراغ أقل.

## دالة الإنتاج ومنحنيات السواء
تُظهر منحنيات السواء لكروزو تفضيلاته لجوز الهند وقضاء وقت الفراغ بينما تُظهر دالة الإنتاج العلاقة التقنية بين مقدار عمل كروزو والكمية التي يجمعها من جوز الهند. إذا قُلبت المحاور التي تُظهر جمع جوز الهند وقضاء وقت الفراغ ومن ثم رُسمت مع خريطة سواء كروزو ودالة الإنتاج، يمكن رسم الشكل 2:
دالة الإنتاج مقعرة في بعدين اثنين وشبه مقعرة في ثلاثة أبعاد. وهذا يعني أنه طالما يقضي روبنسون كروزو وقتًا أطول في العمل، كلما ازداد عدد ثمرات جوز الهند التي يجمعها. لكن بسبب عوائد العمل المتلاشية، يتضاءل العدد الإضافي من ثمرات جوز الهند التي يجمعها كروزو مع كل ساعة عمل إضافية.
في نقطة المماس بين منحنى دالة السواء الأعلى ومنحنى دالة الإنتاج توجد النقطة التي عندها يصل كروزو إلى مرحلة الاتزان بين عدد ساعات العمل والاسترخاء. هذه هي النقطة التي يفضلها كروزو أكثر بافتراض وجود قيد التقنية الذي لا يمكن تغييره. في نقطة الاتزان هذه، يساوي ميل منحنى السواء الأعلى ميل منحنى دالة الإنتاج.
يصف معدل الإحلال الهامشي المعدل الذي عنده يصبح المستهلك مستعدًا لأن يتخلى عن سلعة ما في مقابل الحصول على سلعة أخرى مع الاحتفاظ بنفس المستوى من الانتفاع. بالإضافة إلى ذلك، الناتج الهامشي للدخل هو الخرج الإضافي الذي يمكن إنتاجه باستخدام وحدة إضافية من الدخل، فبافتراض عدم تغير كميات الدخل إلى الإنتاج، تصبح:

حيث
MRSLeisure, Coconuts = معدل الإحلال الهامشي لجوز الهند وقضاء وقت الفراغ